# Francisco Varela

## Élete
Francisco Varela (Santiago de Chile, 1946. szeptember 7. – Párizs, 2001. május 28.) chilei neurobiológus és filozófus. Humberto Maturana segítségével dolgozta ki az autopoietikus (önlétrehozó) rendszerek koncepcióját. Bár igen gyakran a konstruktivistákhoz sorolták, ő nem tartotta magát annak, hanem Edmund Husserl filozófiai munkásságára illetve a buddhizmusra utalt.
Varela biológiából diplomázott 1967-ben Santiago de Chilében. Már 1968-ban kutatói ösztöndíjat kapott egyetemi teljesítményének köszönhetően a Harvardra. 1970-ben itt doktorált biológiából. Ezt követően több híres egyetemen oktatott ill. kutatott tovább, többek között Santiago de Chilében, Bostonban (Harvard), New Yorkban, Párizsban, Zürichben és Frankfurtban.
1987-ben ő volt a Mind and Life intézet első tudományos koordinátora és moderátora, amelyre októberben a Dalai Láma otthonában került sor, Dharamsalában. A Mind and Life 1990-től már intézetként működött tovább. Ezen az első "konferencián" a kognitív tudományokról szóló általános témákról volt szó. Varelán kívül még részt vettek Jeremy Hayward, Robert Livingston, Eleanor Rosch és Newcomb Greenleaf. 1988-ban a párizsi CNRS (Nemzeti Tudományos Kutatóintézet) neurodinamikai osztályának kutatóvezetője lett, ahol haláláig tevékenykedett. Utolsó tudományos előadását Varela 2000. március 24-én tartotta, amely Daniel Goleman vezetésével került sor Dharamsalában egy Minde and Life-konferencia keretében. Az előadás témája a tudat tudományos kutatása volt.
Varela 2001-ben hunyt el rákban. Monte Grande - What is Life? címmel Franz Reichle 2004-ben dokumentumfilmet készített Varela életéről és munkásságáról.